# Hypopleurona submarginalis
Hypopleurona submarginalis là một loài bướm đêm trong họ Noctuidae.